# Graphium timur
Graphium timur är en fjärilsart som först beskrevs av Ney 1911.  Graphium timur ingår i släktet Graphium och familjen riddarfjärilar. Inga underarter finns listade i Catalogue of Life.